# Beate Nodes
Beate Nodes (* 23. Mai 1964 in Bürgstadt; † 19. Oktober 2008) war eine deutsche Autorennfahrerin.

## Karriere
Beate Nodes stieg Anfang der 1980er Jahre in den Motorsport ein und startete in der Formel Ford.
Von 1983 bis 1985 fuhr sie im Ford Fiesta Ladies Cup mit den damals eingesetzten Ford Fiesta XR2. In ihrem ersten Jahr gewann sie den zweiten Platz in der Markenmeisterschaft. 1984 verbesserte sie das Ergebnis und gewann den Meistertitel.
Parallel ging sie für das Team Gebhardt Motorsport 1984 beim Interserien-Rennen auf dem Nürburgring mit einem Gebhardt JC842 an den Start und erreichte den fünften Rang in der Division-II-Wertung. Im selben Jahr fuhr sie zusammen mit Frank Jelinski und Günther Gebhardt mit einem Gebhardt JC843 beim 1000-km-Rennen von Sandown in der Langstrecken-Weltmeisterschaft. Das Rennen im Gruppe-C2-Rennwagen beendeten sie als 12. in der Gesamtwertung.
Zum Ende der Saison 1985 stieg Nodes mit dem Team Ford Grab in die Deutsche Produktionswagen-Meisterschaft (DPM), die im darauffolgenden Jahr in Deutsche Tourenwagen-Meisterschaft (DTM) umbenannt wurde, ein. Im ersten Jahr setzte sie einen Ford Escort RS Turbo ein, danach, bis 1988 fuhr sie einen Ford Sierra XR4Ti. Ihre beste Gesamtplatzierung in der Serie war 1986 der elfte Platz. In diesem Jahr erzielte sie mit dem dritten Platz beim Rennen auf der AVUS auch ihre beste Rennplatzierung.
1988 und 1989 startete sie mit einem Ford Sierra XR4Ti beim 500-km-Rennen von Kemora. Im ersten Jahr wurde sie Vierte und ein Jahr später beendete sie das Rennen auf dem fünften Rang.
Nodes fuhr 1990 und 1992, zusammen mit Thomas Beyer und später mit Achim Stegmüller im Ford Fiesta Mixed Cup. In ihrer ersten Saison 1990 gewann sie mit Beyer den Cup-Titel.
Nach dem Ende ihrer Motorsportkarriere 1994 wurde sie Geschäftsführerin eines Schuhhauses in Bürgstadt. Nodes starb am 19. Oktober 2008 im Alter von 44 Jahren an Herzversagen.